# Andreas Voss (Autor)
Andreas Voss (* 1963 in Aachen) ist ein deutscher Sachbuchautor im Bereich EDV.

## Leben
Andreas Voss studierte an der RWTH Aachen Biologie, schloss das Studium mit Diplom ab und promovierte über ein Verfahren, um Pflanzen mit Hilfe der Antikörper von Säugetieren resistent gegen Viren zu machen, zum Dr. rer. nat.
Seit 1997 arbeitet er hauptberuflich als Fachbuchautor und hat sich dabei insbesondere als Verfasser des großen PC- & Internet-Lexikons einen Namen gemacht, das seitdem mit mindestens jährlichen Aktualisierungen im Verlag Data Becker (Düsseldorf) erscheint und auch in mehrere Sprachen übersetzt wurde.
Durch seine vielfältigen Fachartikel zur Optimierung und Leistungssteigerung von Windows-Systemen ist er auch unter seinem Markennamen „Doc Tuning“ (Tuning) bekannt.

## Publikationen
- 1000 PC-Tuning-Tips. Data Becker, Düsseldorf 1996, ISBN 3-8158-1558-4.
- PC aufrüsten und tunen. Data Becker, Düsseldorf 1996, ISBN 3-8158-1347-6.
- Das Handbuch zur Lotus Smartsuite 96. Data Becker, Düsseldorf 1996, ISBN 3-8158-1253-4.
- mit Christian Raabe: Das große Data-Becker-Computer-Lexikon. Schnell & gut informiert: Index für den Sofortzugriff auf alle Stichwörter und Unterbegriffe! 1. Auflage. Data Becker, Düsseldorf 1997 (aktuell: Das grosse PC-LEXIKON 2009: Hardware, Software, Internet das Wesentliche auf den Punkt gebracht! (14. Auflage 2008) ISBN 978-3815829448, Titel der niederländischen Ausgabe: Woorenboek PC en Internet, Titel der französischen Ausgabe: Dictionnaire de l’Informatique et de l’Internet).
- Hardware-Tuning. Data Becker, Düsseldorf 1997, ISBN 3-8158-1585-1.
- PC aufrüsten und reparieren. Data Becker, Düsseldorf 1997, ISBN 3-8158-1378-6.
- Mehr Power mit ISDN. Data Becker, Düsseldorf 1997, ISBN 3-8158-1390-5.
- Lotus SmartSuite 97. "Das große Buch". Data Becker, Düsseldorf 1997, ISBN 3-8158-1349-2.
- Festplatten einbauen. Data Becker, Düsseldorf 1998, ISBN 3-8158-1431-6 (Titel der spanischen Ausgabe: Montaje del Disco Duro).
- Soforthilfe für den PC. Data Becker, Düsseldorf 1998, ISBN 3-8158-1586-X (Titel der niederländischen Ausgabe: PC-Hulp).
- PC-Tuning. how to improve your PC's performance - the smart way! Abacus, Grand Rapids MI 1998, ISBN 1-55755-341-6 (englisch).
- Lotus SmartSuite Millennium Edition. Data Becker, Düsseldorf 2000, ISBN 3-8158-1450-2.
- PC Kaufratgeber. Data Becker, Düsseldorf 2000, ISBN 3-8158-2051-0.
- Outlook für’s Büro. 1. Auflage. Franzis, Poing 2004, ISBN 3-7723-7160-4 (2. Auflage 2006).
- Jürgen Borngießer, Holger Haarmeyer, Andreas Voss: Digital Video & DVD intern. Die Praxisbibel: die ultimativen Tricks der Video-Gurus; DOP, DCT & Quantisierungsmatrix: maximale Qualität aus TMPGEnc & Co. herauskitzeln; Digital-TV: Receiver-Festplatte am PC auslesen, PVA-Dateien schneiden, wandeln, brennen. Data Becker, Düsseldorf 2000, ISBN 3-8158-2336-6.
- Outlook 2007 fürs Büro. 1. Auflage. Franzis, Poing 2007, ISBN 978-3-7723-7298-8.